# Купер, Нил
Нил Дже́ймс Ку́пер (англ. Neale James Cooper; 24 ноября 1963, Дарджилинг, Западная Бенгалия — 28 мая 2018, Абердин) — шотландский футболист и футбольный тренер, играл на позиции полузащитника.

## Биография

### Игровая карьера
Купер дебютировал за «Абердин» в Премьер-дивизионе 11 октября 1980 года в матче против «Килмарнока». В своём дебютном матче Купер играл в основном составе, поскольку один из основных защитников «Абердина» Алекс Маклиш был травмирован. Главный тренер «Абердина» Алекс Фергюсон решил поставить Купера в основной состав. «Абердин» выиграл матч со счётом 2:0, а Купер, которому на тот момент, было 16 лет стал одним из самых молодых игроков—дебютантов в истории своей команды.
По ходу сезона 1981/82 Купер стал основным игроком «Абердина», но уже не как центральный защитник, в качестве которого дебютировал в своём первом матче, а играл на позиции полузащитника. Вместе с Гордоном Страканом и Питером Уиром он составлял одну из лучших линий полузащиты в британском футболе в то время. По итогам того сезона «Абердин» выиграл Кубок Шотландии после победы над «Рейнджерс» со счётом 4:1 и последний четвёртый мяч в том финале забил Купер.
Последующие четыре сезона были успешными для «Абердина» и Купера, который в составе своей команды выиграл во внутреннем первенстве два чемпионских титула, три Кубка Шотландии и Кубок шотландский лиги в 1986 году. Помимо национальных трофеев, «Абердин» в те годы был успешен на европейской арене, выиграв в 1983 году Кубок обладателей кубков УЕФА после победы в дополнительное время над мадридским «Реалом» со счётом 2:1. Затем «Абердин» выиграл и Суперкубок УЕФА, одержав победу в двухматчевом противостоянии с немецким «Гамбургом».
В 1986 году Купер перешёл в английскую «Астон Виллу»; сумма трансфера составила 350 000 фунтов стерлингов. В составе бирмингемцев он отыграл два сезона, пропустив много времени из-за травм и сыграл только 20 игр. Затем он вернулся в Шотландию, где подписал контракт с «Рейнджерс», с которым в 1989 году выиграл Кубок шотландской лиги. За два сезона Купер сыграл только 17 матчей в чемпионате, пропустив много времени из-за травм.
В 1990 году Купер подписал контракт с клубом «Рединг», в котором сыграл только 7 матчей. В 1991 году вернулся в Шотландию и стал игроком «Данфермлин Атлетик», за который играл в течение пяти сезонов, став основным игроком. В 1996 году вместе с командой он пробился в Премьер-дивизион, а затем играл за «Росс Каунти» и завершил игровую карьеру.

### Тренерская карьера
После завершения карьеры работал главным тренером «Росс Каунти», который возглавлял в течение шести сезонов и покинул команду в 2002 году. Затем он работал главным тренером английских команд «Хартлпул Юнайтед» (2003—2005, 2011—2012) и «Джиллингема» в 2005 году.
С 2008 по 2011 год возглавлял «Питерхед» — команду из Второго дивизиона, проработав до этого помощником Стива Патерсона.
С 2012 по 2014 год работал помощником главного тренера «Росс Каунти» Дерека Адамса.

### Смерть
Скончался 28 мая 2018 года в возрасте 54 лет в Королевской больнице Абердина, в которую был доставлен после того, как его обнаружили на лестничной клетке многоквартирного дома.

## Достижения
«Абердин»
- Чемпион Шотландии (2): 1983/84, 1984/85
- Обладатель Кубка Шотландии (4): 1981/82, 1982/83, 1983/84, 1985/86
- Обладатель Кубка шотландской лиги (1): 1985/86
- Обладатель Кубка обладателей кубков УЕФА (1): 1982/83
- Обладатель Суперкубка УЕФА (1): 1983

«Рейнджерс»
- Обладатель Кубка шотландской лиги (1): 1988/89

«Данфермлин Атлетик»
- Победитель Первой лиги Шотландии (1): 1995/96